# Christmas Garden
Als Christmas Garden werden in der Weihnachtszeit stattfindende Veranstaltungen in Deutschland bezeichnet, bei denen auf rund zwei Kilometer langen Rundwegen Lichtinstallationen und fantasievoll illuminierte Objekte gezeigt werden. Veranstalter ist die Christmas Garden Deutschland GmbH, ein Unternehmen der DEAG Deutsche Entertainment AG. In mehreren anderen europäischen Ländern wird seit 2021 diese Veranstaltung ebenfalls, aber unter anderen Namen, durchgeführt, nachdem bereits 2019 in Madrid ein „Christmas Garden“ stattfand. 2020 wurden alle Veranstaltungen wegen der COVID-19-Pandemie abgesagt. Im Jahr 2023 besuchten nach Angaben des Veranstalters rund 1,7 Millionen Besucher die Events in Deutschland und Europa.

## Veranstaltungsorte

### Deutschland
- Berlin, Botanischer Garten (seit 2016)
- Stuttgart, Wilhelma (seit 2018)
- Dresden, Schloss und Park Pillnitz (seit 2018)
- Berlin, Tierpark (seit 2019, Veranstaltungsname „Weihnachten im Tierpark – ein Christmas Garden-Erlebnis“)
- Hannover, Erlebniszoo (seit 2021)
- Koblenz, Festung Ehrenbreitstein (seit 2021)
- Insel Mainau (seit 2021)
- Augsburg, Zoo (seit 2023)
- Hamburg, Loki-Schmidt-Garten (seit 2023)
- Leipzig, agra-Park Markkleeberg (seit 2023)
- Karlsruhe, Zoologischer Stadtgarten (2023–2024)
- Münster, Allwetterzoo (2019–2022)
- Frankfurt am Main, Deutsche Bank Park (2021–2022)
- Köln, Zoo (2021–2022)

### Europa
Spanien
- Barcelona, Recinte Modernista de Sant Pau (seit 2021): Els Llums de Sant Pau
- Madrid (2019)
- Valencia (2021)
- Málaga, Jardín Botánico-Histórico La Concepción (2021–2022): Las Luces del Botánico

Vereinigtes Königreich
- London, Windsor Great Park (seit 2021): Windsor Great Park Illuminated
- London, Kenwood (2021–2023): Christmas at Kenwood
- Nottingham (2021–2023): Christmas at Wollaton
- London (2023): Christmas at Eltham Palace
- Kent (2023): Christmas at Walmer Castle
- Bedfordshire (2023): Christmas at Wrest Park
- Newcastle-under-Lyme (2021–2022): Christmas at Trentham

Frankreich
- Paris, Parc de Saint-Cloud (seit 2021): Lumières en Seine

Italien
- Rom, Orto Botanico di Roma (seit 2022): Incanto di Luci, Trame di Luce

Polen
- Chorzów, Schlesischer Zoologischer Garten (2022–2023): Christmas Garden

Österreich
- Schloss Grafenegg (2023): Christmas Garden